# Carex styloflexa
Carex styloflexa là một loài thực vật có hoa trong họ Cói. Loài này được Buckley mô tả khoa học đầu tiên năm 1843.